# مادلين دي سوفري، ماركيز دي سابلي
مادلين دي سوفريه، ماركيز دي سابل ولدت سنة 1599 - وتوفيت بوم 16 يناير 1678 كانت فيلسوفة وكاتبة وصالونية فرنسية.

## حياة
هي ابنة جيل دي سوفري، ماركيز دي كورتينفو يعتبر معلم لويس الثالث عشر ، ومارشال فرنسا . 
في عام 1614، تزوجت من فيليب إيمانويل دي لافال، ماركيز دي سابلي، الذي وافته المنية عام 1640، مما تركها في وضع صعب إلى حد ما. لاحقًا، استأجرت غرفًا فيساحة فوج بباريس مع صديقتها الكونتيسة دي سانت مور، حيث أسستا صالونًا أدبيًا. ومن هذا الصالون نشأت فئة الأدب، التي تُعد مقولات فرانسوا دو لاروشفوكو من أبرز أمثلتها.. 
سبقت المركيزة دي سابليه لاروشفوكو في تأليف "الحِكم"، لكنها لم تُنشر إلا بعد وفاتها. في عام 1655، انسحبت مع الكونتيسة دي سانت مور إلى دير بورت رويال دي شان بالقرب من ماجني في وادي شيفروز. وبعد إغلاق الدير عام 1661، انتقلت إلى أوتوي. وفي عام 1669، استقرت في دير بورت رويال في باريس، حيث وافتها المنية في 16 يناير 1678. 

## ملحوظات
1. ↑  المُعرِّف متعدِد الأوجه لمصطلح الموضوع | Madeleine de Souvré, marquise de Sablé، QID:Q3294867
2. ↑  Gran Enciclopèdia Catalana | Marquesa de Sable (بالكتالونية), Grup Enciclopèdia, QID:Q2664168
3. ↑  Enciclopedia Sapere | Madeleine de Souvré, marchésa di Sablé (بالإيطالية), De Agostini Editore, 2001, QID:Q63346450
4. 1 2  Conley، John J. (2002). A suspicion of virtue : women philosophers in neoclassical France (ط. 1. publ.). Ithaca, N.Y.: Cornell University Press. ص. 20–41. ISBN:0801440203.
5. 1 2  Conley، John J. (2002). A suspicion of virtue : women philosophers in neoclassical France (ط. 1. publ.). Ithaca, N.Y.: Cornell University Press. ص. 20–41. ISBN:0801440203.
6. ↑  Brown، Meg Lota؛ McBride, Kari Boyd (2005). Women's roles in the Renaissance (ط. 1st). Westport, Conn. [u.a.]: Greenwood Press. ص. 198. ISBN:0313322104.
7. ↑   Chisholm, Hugh, ed. (1911). "Encyclopædia Britannica". Encyclopædia Britannica (بالإنجليزية) (11th ed.). Cambridge University Press.